# Copperton (Utah)
Copperton es un pueblo situado en el condado de Salt Lake, Utah, Estados Unidos. Tiene una población estimada, a mediados de 2023, de 852 habitantes.

## Historia
La localidad fue fundada en 1926 por la empresa Utah Copper Company para ofrecer viviendas y una “ciudad modelo” a sus empleados. Surgió como un “lugar de referencia para la vida familiar subsidiado por la empresa”.
Fue un lugar designado por el censo (en inglés, census-designated place, CDP) hasta el 1 de enero de 2017, en que pasó a ser un "municipio metropolitano" (metro township). Finalmente, en 2024 el Poder Legislativo del Estado de Utah le otorgó el estatus de "pueblo" (town), que concede al Concejo local mayores atribuciones.
Copperton es el único pueblo minero que queda de la mina Bingham Canyon, después de que Lark fuera abandonado en 1980. Actualmente solo unos pocos residentes trabajan en la mina.

## Demografía
Según el censo de 2020, en ese momento la localidad tenía una población de 829 habitantes. La densidad de población era de 1023.46 hab./km². El 84.08% de los habitantes eran blancos, el 0.36% eran afroamericanos, el 1.45% eran amerindios, 0.12% era asiático, el 1.45% eran isleños del Pacífico, el 3.62% eran de otras razas y el 8.93% eran de una mezcla de razas. Del total de la población, el 8.56% eran hispanos o latinos de cualquier raza.